# The Slugger's Wife
The Slugger's Wife is een Amerikaanse filmkomedie uit 1985 onder regie van Hal Ashby.

## Verhaal
De hufterige honkbalspeler Darryl Palmer wordt verliefd op de rockzangeres Debby Huston. Zij heeft geen zin om haar leven lang het brave vrouwtje van een honkbalster te spelen en ze kiest voor haar zangcarrière. Dan besluit Darryl zijn geliefde de kans te geven om zichzelf te ontplooien.

## Rolverdeling
| Acteur                | Personage      |
| --------------------- | -------------- |
| Michael O'Keefe       | Darryl Palmer  |
| Rebecca De Mornay     | Debby Huston   |
| Martin Ritt           | Burly DeVito   |
| Randy Quaid           | Moose Granger  |
| Cleavant Derricks     | Manny Alvarado |
| Lisa Langlois         | Aline Cooper   |
| Loudon Wainwright III | Gary           |
| Georgann Johnson      | Marie DeVito   |
| Danny Tucker          | O'Brien        |
| Lynn Whitfield        | Tina Alvarado  |
| Al Garrison           | Bewaker        |
| NiCandra Hood         | Verpleegster   |
| Ginger Taylor         | Sherry         |
| Kay McClelland        | Peggy          |
| Julie Kemp            | Paloma         |